# Rue de l'Aubrac
La rue de l'Aubrac est une voie située dans le 12e arrondissement de Paris, en France.

## Origine du nom

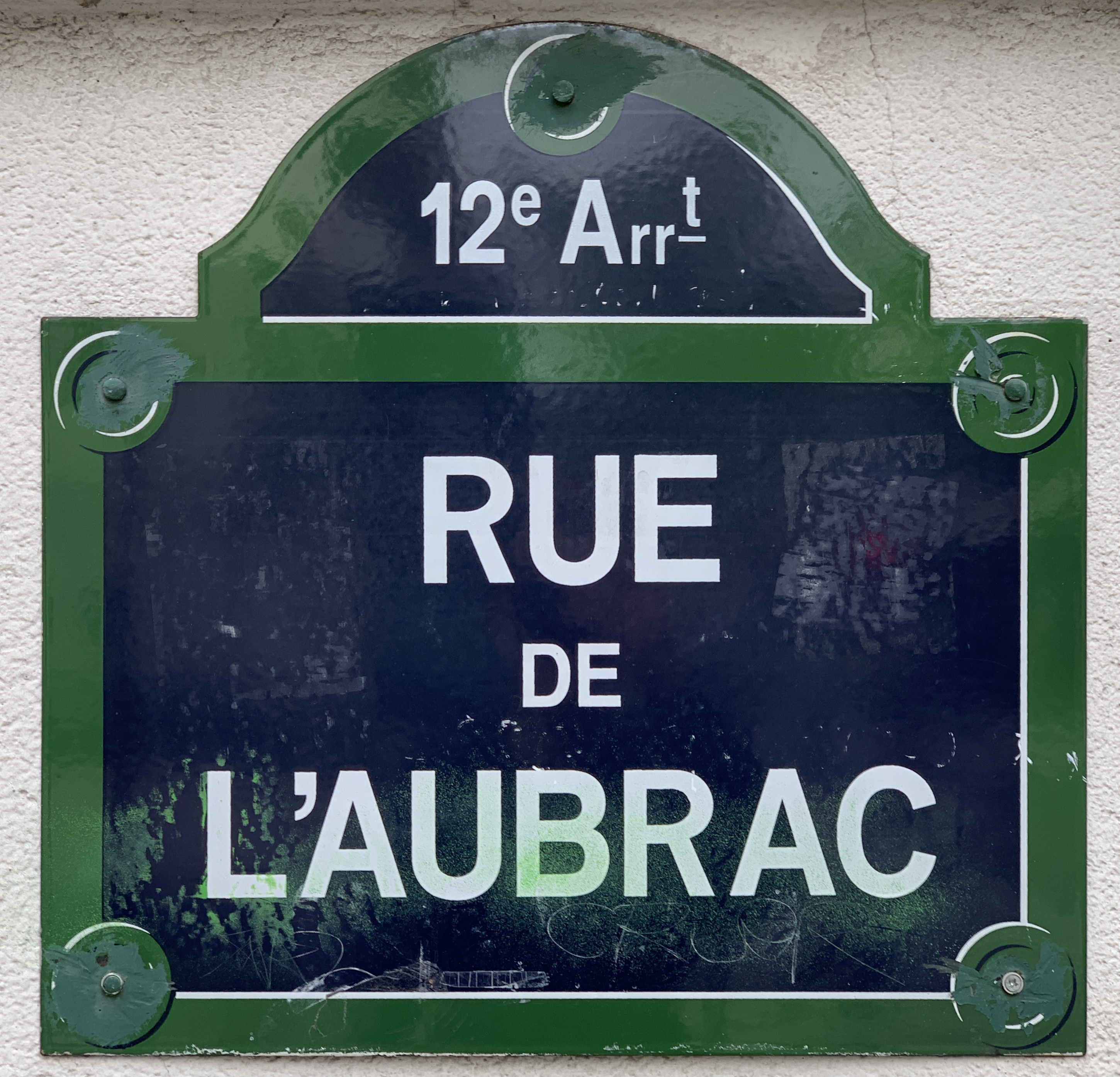
Plaque de la rue.

La rue porte le nom de l'Aubrac, un plateau volcanique du Massif central.

## Historique
La voie est créée dans le cadre de l'aménagement de la ZAC de Bercy sous le nom provisoire de « voie BS/12 » et prend sa dénomination actuelle par arrêté municipal du 11 février 1993.